# Patrik Nemeth
Patrik Géza Nemeth (né le 8 février 1992 à Stockholm en Suède) est un joueur professionnel suédois de hockey sur glace.

## Biographie

### Carrière en club
En 2009, il commence sa carrière avec le AIK IF dans l'Allsvenskan, le deuxième niveau suédois. Il est choisi lors du repêchage d'entrée dans la KHL 2010 par le Metallourg Magnitogorsk en sixième ronde, 132e rang au total puis lors du Repêchage d'entrée dans la LNH 2010 par les Stars de Dallas, au 41e rang au total. Il part en Amérique du Nord en 2012 et est assigné aux Stars du Texas dans la Ligue américaine de hockey. Le 1er avril 2014, il joue son premier match dans la LNH face aux Capitals de Washington.
Le 3 octobre 2017, il est réclamé au ballottage par l'Avalanche du Colorado. Il passe deux saisons à Denver avant de s'engager avec les Red Wings de Détroit pour la saison 2019-2020. La saison suivante, l'Avalanche conclut un échange avec Détroit pour le réacquérir en cours de saison.
Il passe encore deux saisons en LNH, une avec les Rangers de New York et une avec les Coyotes de l'Arizona.
Pour la saison 2023-2024, il s'engage avec le CP Berne.

### Carrière internationale
Il représente la Suède en sélections jeunes.

## Statistiques

### En club

#### Championnat
| Saison     | Équipe                | Ligue         |                   | Saison régulière  | Saison régulière  | Saison régulière  | Saison régulière  | Saison régulière  |                   | Séries éliminatoires | Séries éliminatoires | Séries éliminatoires | Séries éliminatoires | Séries éliminatoires |
| Saison     | Équipe                | Ligue         | PJ                | B                 | A                 | Pts               | Pun               | PJ                | B                 | A                    | Pts                  | Pun                  |                      |                      |
| 2008-2009  | AIK IF U20            | J20 SuperElit | 19                | 0                 | 0                 | 0                 | 43                | -                 | -                 | -                    | -                    | -                    |                      |                      |
| 2008-2009  | AIK IF                | Allsvenskan   | 1                 | 0                 | 1                 | 1                 | 0                 | -                 | -                 | -                    | -                    | -                    |                      |                      |
| 2009-2010  | AIK IF U20            | J20 SuperElit | 38                | 1                 | 19                | 20                | 120               | 5                 | 1                 | 2                    | 3                    | 10                   |                      |                      |
| 2009-2010  | AIK IF                | Allsvenskan   | 16                | 0                 | 3                 | 3                 | 8                 | 3                 | 0                 | 0                    | 0                    | 0                    |                      |                      |
| 2010-2011  | AIK IF                | Elitserien    | 38                | 1                 | 6                 | 7                 | 18                | 7                 | 0                 | 0                    | 0                    | 2                    |                      |                      |
| 2011-2012  | AIK IF                | Elitserien    | 46                | 0                 | 3                 | 3                 | 55                | 11                | 0                 | 1                    | 1                    | 8                    |                      |                      |
| 2012-2013  | Stars du Texas        | LAH           | 47                | 1                 | 11                | 12                | 40                | -                 | -                 | -                    | -                    | -                    |                      |                      |
| 2013-2014  | Stars de Dallas       | LNH           | 8                 | 0                 | 0                 | 0                 | 6                 | 5                 | 0                 | 0                    | 0                    | 12                   |                      |                      |
| 2013-2014  | Stars du Texas        | LAH           | 37                | 3                 | 7                 | 10                | 32                | 18                | 1                 | 4                    | 5                    | 8                    |                      |                      |
| 2014-2015  | Stars de Dallas       | LNH           | 22                | 0                 | 3                 | 3                 | 6                 | -                 | -                 | -                    | -                    | -                    |                      |                      |
| 2014-2015  | Stars du Texas        | LAH           | 8                 | 0                 | 2                 | 2                 | 6                 | 3                 | 0                 | 1                    | 1                    | 4                    |                      |                      |
| 2015-2016  | Stars de Dallas       | LNH           | 38                | 0                 | 8                 | 8                 | 14                | -                 | -                 | -                    | -                    | -                    |                      |                      |
| 2015-2016  | Stars du Texas        | LAH           | 8                 | 0                 | 1                 | 1                 | 2                 | -                 | -                 | -                    | -                    | -                    |                      |                      |
| 2016-2017  | Stars de Dallas       | LNH           | 40                | 0                 | 3                 | 3                 | 14                | -                 | -                 | -                    | -                    | -                    |                      |                      |
| 2016-2017  | Stars du Texas        | LAH           | 4                 | 1                 | 2                 | 3                 | 2                 | -                 | -                 | -                    | -                    | -                    |                      |                      |
| 2017-2018  | Avalanche du Colorado | LNH           | 68                | 3                 | 12                | 15                | 41                | 6                 | 0                 | 1                    | 1                    | 4                    |                      |                      |
| 2018-2019  | Avalanche du Colorado | LNH           | 74                | 1                 | 9                 | 10                | 53                | 7                 | 0                 | 0                    | 0                    | 4                    |                      |                      |
| 2019-2020  | Red Wings de Détroit  | LNH           | 64                | 1                 | 8                 | 9                 | 28                | -                 | -                 | -                    | -                    | -                    |                      |                      |
| 2020-2021  | Red Wings de Détroit  | LNH           | 39                | 2                 | 6                 | 8                 | 14                | -                 | -                 | -                    | -                    | -                    |                      |                      |
| 2020-2021  | Avalanche du Colorado | LNH           | 13                | 1                 | 1                 | 2                 | 6                 | 10                | 0                 | 1                    | 1                    | 6                    |                      |                      |
| 2021-2022  | Rangers de New York   | LNH           | 63                | 2                 | 5                 | 7                 | 28                | 5                 | 0                 | 0                    | 0                    | 8                    |                      |                      |
| 2022-2023  | Coyotes de l'Arizona  | LNH           | 75                | 0                 | 5                 | 5                 | 30                | -                 | -                 | -                    | -                    | -                    |                      |                      |
| 2023-2024  | CP Berne              | NL            | 41                | 2                 | 10                | 12                | 22                | 5                 | 2                 | 1                    | 3                    | 8                    |                      |                      |
| 2024-2025  | CP Berne              | NL            | Saison en cours ? | Saison en cours ? | Saison en cours ? | Saison en cours ? | Saison en cours ? | Saison en cours ? | Saison en cours ? | Saison en cours ?    | Saison en cours ?    | Saison en cours ?    |                      |                      |
| Totaux LNH | Totaux LNH            | Totaux LNH    | 504               | 10                | 60                | 70                | 240               | 33                | 0                 | 2                    | 2                    | 34                   |                      |                      |
| Totaux LAH | Totaux LAH            | Totaux LAH    | 104               | 5                 | 23                | 28                | 82                | 21                | 1                 | 5                    | 6                    | 12                   |                      |                      |

#### Tournoi
| Saison  | Équipe      | Compétition |   | PJ | B | A | Pts | Pun |  | Résultat |
| 2008-09 | Stockholm 1 | TV-Pucken   | 3 | 0  | 0 | 0 | 2   |     |  |          |

### En équipe nationale
| Année     | Équipe    | Compétition                 |   | PJ | B | A | Pts | Pun               |  | Résultat |
| 2009-2010 | Suède U18 | Défi mondial junior A       | 4 | 0  | 1 | 1 | 6   | 6e place          |  |          |
| 2010      | Suède U18 | Championnat du monde U18    | 6 | 0  | 2 | 2 | 8   | Médaille d'argent |  |          |
| 2011      | Suède U20 | Championnat du monde junior | 6 | 0  | 1 | 1 | 2   | 4e place          |  |          |
| 2012      | Suède U20 | Championnat du monde junior | 6 | 0  | 5 | 5 | 2   | Médaille d'or     |  |          |
| 2023      | Suède     | Championnat du monde        | 8 | 1  | 1 | 2 | 4   | 6e place          |  |          |
| 2023-2024 | Suède     | Euro Hockey Tour            | 6 | 1  | 1 | 2 | 4   | 1re place         |  |          |

## Trophées et honneurs personnels

### Allsvenskan
- Promotion en Elitserien lors de la saison 2009-2010 avec l'AIK IF.

### Ligue américaine de hockey
- Champion de la Coupe Calder lors de la saison 2013-2014 avec les Stars du Texas.

### Équipe nationale
- Médaillé d'Argent lors du Championnat du monde U18 de 2010.
- Médaillé d'Or lors du Championnat du monde junior de 2012.
- Défenseur ayant comptabiliser le plus d'aides lors du Championnat du monde junior 2012 (5).

## Transactions et contrats
- Le 21 avril 2011, il signe son contrat d'entrée avec les Stars de Dallas[6].

- Le 17 juin, il prolonge son contrat d'une durée de deux ans avec les Stars de Dallas[6].

- Le 1er juillet 2017, il accepte de prolonger d'un an avec Dallas[7].

- Le 3 octobre 2017, l'Avalanche du Colorado le réclame au ballotage[8].

- Le 2 août 2018, il signe une extension de contrat d'un an avec l'Avalanche[9].

- Le 1er juillet 2019, il s'engage pour deux ans avec les Red Wings de Détroit[10].

- Le 10 avril 2021, il est échangé à l'Avalanche en retour d'un choix de 4e tour au Repêchage de la LNH en 2022 (Maximilian Kilpinen, 129e au total)[11].

- Le 28 juillet 2021, il ratifie un contrat de trois ans avec les Rangers de New York[12].

- Le 13 juillet 2022, il est échangé aux Coyotes de l'Arizona avec deux choix de 2e tour (2025 et 2026) en retour de Ty Emberson[13].

- Le 20 juin 2023, il voit son contrat être racheté par les Coyotes[14].

- Le 28 juillet 2023, il s'engage avec le CP Berne pour une durée de deux ans[15].